# Changes (canção de David Bowie)
"Changes" é uma canção do músico britânico David Bowie, originalmente lançada no álbum Hunky Dory em dezembro de 1971 e como single em janeiro de 1972. Embora não tenha alcançado o top 40 da Billboard, "Changes" se tornou uma das canções mais conhecidas de Bowie. A letra é frequentemente vista como um manifesto sobre a personalidade camaleônica de Bowie, sobre a frequente mutação da sociedade moderna e sobre a constante reinvenção dos estilos musicais na carreira do cantor. Apesar de ser citada como a estreia de Bowie nos EUA, a canção foi lançada dois anos após o lançamento americano do álbum The Man Who Sold the World. Esta foi a última canção tocada ao vivo por Bowie, em 2006.
A canção ficou na posição 128 da lista de 500 melhores canções de todos os tempos da revista Rolling Stone e está presente na lista de 500 canções que formaram o rock and roll do Rock and Roll Hall of Fame.
A faixa chegou às paradas pela primeira vez em 15 de janeiro de 2016, no número 49, após a morte de Bowie.

## Música e letra
Bowie disse que a faixa "começou como uma paródia de uma música de boate, uma espécie de desperdício". O arranjo musical conta com o saxofone de Bowie, Rick Wakeman no teclado e as cordas de Mick Ronson, sendo que a refrão "gago" foi comparado às composições do The Who.
A letra se centra na natureza compulsiva da reinvenção artística ("Strange fascination, fascinating me / Changes are taking the pace I'm going through" - "Fascinação estranha, fascinando-me/ Mudanças estão invadindo o ritmo em que ando") e se distancia do rock mainstream ("Look out, you rock 'n' rollers" - "Atenção, seus roqueiros"). A canção também foi interpretada como uma divulgação do tema "Jovens Modernos como uma Nova Raça", que se repete na faixa seguinte do álbum, "Oh! You Pretty Things". Na época, a crítica da revista Rolling Stone considerou que "Changes" poderia ser "construída como o a tentativa de um homem jovem em prever como ele reagirá quando for sua hora de estar no lado difamado da dissidência de sua geração".

## Faixas
1. "Changes" (Bowie) – 3:33
2. "Andy Warhol" (Bowie) – 3:58

## Créditos de produção
- Produtor:
  - Ken Scott
  - David Bowie
- Músicos:
  - David Bowie: vocal, saxofone
  - Mick Ronson: arranjo de cordas, Mellotron
  - Trevor Bolder: guitarra baixo
  - Mick Woodmansey: bateria
  - Rick Wakeman: piano